# Abby Joseph Cohen
Pour les articles homonymes, voir Cohen et Joseph Cohen (homonymie).
Abby Joseph Cohen (CFA) (né en 1952 à New York) est une économiste américaine et analyste financière à Wall Street.
Principale analyste financière de la banque d'affaires américaine Goldman Sachs, elle a été l'une des premières à prévoir plusieurs années à l'avance la forte progression de Wall Street au cours de la seconde partie des années 1990.